# Lothar-Günther Buchheim
Lothar-Günther Buchheim   (Weimar, 6 de febrer de 1918 - Starnberg, 22 de febrer de 2007) va ser un autor, pintor i periodista alemany sota el règim nazi. A la Segona Guerra Mundial va servir com a corresponsal de guerra a bord de vaixells i submarins. És conegut sobretot per la seva novel·la  antibel·licista del 1973 Das Boot (El vaixell), basada en les seves experiències durant la guerra, que es va convertir en un èxit de vendes internacional i va ser adaptada com a pel·lícula homònima nominada als Oscar del 1981.

## Biografia
Buchheim va néixer a Weimar, al Gran Ducat de Saxònia-Weimar-Eisenach (actual Turíngia), el segon fill de l'artista Charlotte Buchheim. Ella no estava casada, i ell va ser criat per la seva mare i els seus avis. Van viure a Weimar fins al 1924, després a Rochlitz fins al 1932, i finalment a Chemnitz. Va començar a col·laborar en diaris quan era adolescent i va fer una exposició dels seus dibuixos el 1933, quan tenia 15 anys.
Va viatjar al mar Bàltic amb el seu germà i va anar en canoa pel Danubi fins al mar Negre. Després d'acabar el batxillerat el 1937, va passar un temps a Itàlia, on va escriure el seu primer llibre, Tage und Nächte steigen aus dem Strom. Eine Donaufahrt ("Dies i nits surten del riu. Un viatge pel Danubi"), publicat el 1941. Va estudiar art a Dresden i Múnic el 1939, i es va oferir voluntari a la Kriegsmarine el 1940.

## Segona Guerra Mundial
Buchheim va ser un Sonderführer en una unitat de propaganda de la Kriegsmarine durant la Segona Guerra Mundial, escrivint com a corresponsal de guerra sobre les seves experiències amb dragamines, destructors i submarins. També va fer dibuixos i va fer fotografies.
Com a Leutnant zur See a la tardor de 1941, Buchheim es va unir al Kapitänleutnant Heinrich Lehmann-Willenbrock i la tripulació de l'U-96 en la seva setena patrulla a la Batalla de l'Atlàntic. Les seves ordres eren fotografiar i descriure l'U-boot en acció. A partir de les seves experiències, va escriure un conte, "Die Eichenlaubfahrt" (La patrulla de les fulles de roure) Lehmann-Willenbrock havia estat guardonadat amb la creu de cavaller amb fulles de roure). Buchheim va acabar la guerra com a Oberleutnant zur See.

## Postguerra
Després de la guerra, Buchheim va treballar com a artista, col·leccionista d'art, galerista, subhastador d'art i editor d'art. Durant les dècades de 1950 i 1960, va establir una editorial d'art i va escriure llibres sobre Georges Braque, Max Beckmann, Otto Mueller i Pablo Picasso. Va col·leccionar obres d'artistes expressionistes francesos i alemanys, de grups com Die Brücke i Der Blaue Reiter, com Ernst Ludwig Kirchner, Max Pechstein, Emil Nolde, Wassily Kandinsky, Paul Klee, Franz Marc, Gabriele Münter, Alexej von Jawlensky i Max Beckmann. Aquestes obres havien estat ridiculitzades com a "degenerades" durant el període nazi, i va poder comprar-les a baix cost.
El 1973 va publicar una novel·la basada en les seves experiències de guerra, Das Boot  (El vaixell), un relat autobiogràfic de ficció narrat pel "Leutnant Werner". Es va convertir en l'obra de ficció alemanya més venuda sobre la guerra.
Das Boot es va convertir en una pel·lícula el 1981, amb Jürgen Prochnow com a capità i el debut d'Herbert Grönemeyer com "Leutnant Werner". La pel·lícula va ser la pel·lícula alemanya més cara mai feta fins al moment. Va ser nominada a sis Oscars.